# Ніколаос Панайотопулос
Ніколаос Панайотопулос (грец. Νικόλαος Παναγιωτόπουλος; 18 серпня 1965, Кавала) — грецький юрист, політик, член парламенту, колишній заступник міністра праці, соціального забезпечення та соціального забезпечення та міністр національної оборони Греції з 2019 року.

## Біографія
Народився в Кавалі 18 серпня 1965 року і одружений з вихователькою дитячого садка Натасою Ангеліду. Його батько — адвокат Верховного суду Янніс Панайотопулос, який 18 років був президентом Асоціації адвокатів Кавали, а мати — Каїті Калайці. Брат його батька — політик Йоргос Панайотопулос, який протягом кількох років був міністром у постколоніальні роки.
Закінчив Афінський коледж і навчався на юридичному факультеті Афінського університету, який закінчив у 1989 році. Продовжив навчання в університеті Пенсільванії з економіки та міжнародних відносин.
Панайотопулос був спортсменом військово-морського клубу Кавали та чемпіоном Північної Греції з плавання (1978—1979). У 1980—1981 роках був членом молодіжної збірної Греції з водного поло. У 1994 році завершив спортивну кар'єру.
Строкову службу проходив у ВПС (жовтень 1990 — червень 1992).
У період 1992—2000 років працював у відділі експорту, а також менеджером з продажу в компанії «Marmara Kavalas A.E.» .
У 1998—2000 роках обраний секретарем і спеціальним радником Асоціації промисловців Східної Македонії та Фракії.
Обраний членом парламенту від Кавали від Нової демократії вперше на виборах у вересні 2007 року та переобраний на виборах у жовтні 2009 року, травні 2012 року, червні 2012 року, січні 2015 року, вересні 2015 року та липні 2019 року. брав участь у роботі комітетів з виробництва та торгівлі (2007—2009), грецької експатріації (2007—2012), закордонних справ та оборони (2009—2015), державного управління, громадського порядку та правосуддя, а також із соціальних питань парламенту (2015—2019).
Пееребував на посадах керівника Національної оборони (2012) і координатора із соціальних питань (2015—2016) Нової демократії, а з листопада 2016 року по липень 2019 року був головою Правосуддя, прозорості та прав людини Нової демократії.
З липня 2012 року по червень 2013 року — заступник міністра праці та соціального забезпечення в уряді Антоніса Самараса.
9 липня 2019 року за пропозицією прем'єр-міністра Кіріакоса Міцотакіса призначений міністром національної оборони.